# 法恩 (紐約州)
法恩（英語：Fine）是一個位於美國紐約州聖羅倫斯縣的鎮。

## 人口
根據2020年美國人口普查的數據，法恩的面積為438.79平方千米，當中陸地面積為431.61平方千米，而水域面積為7.18平方千米。當地共有人口1304人，而人口密度為每平方千米3人。